# Brojač ljudi
Brojač ljudi, često zvan brojač posetilaca ili brojač kupaca je uređaj koji se koristi kako bi se utvrdio broj ljudi koji prođu kroz određen prostor u određenom vremenskom intervalu.
Rezultat ovakve evidencije zavisi od preciznosti i tehnologije na kojoj je sam uređaj zasnovan. Uređaji se najčešće postavljaju na ulazu u objekat kako bi se zabeležio ukupan broj ljudi.

## Razlozi za upotrebu brojača ljudi
Postoje razni razlozi za upotrebu brojača ljudi, a najčešći su:

### Logistikau maloprodaji
Upotreba sistema za brojanje ljudi se u prodaji prvenstveno koristi kako bi se izračunala vrednost zvana konverzija (engl. conversion rate), odnosno procenat posetilaca prodajnom objektu koji nešto kupe. Ovo je ključni pokazatelj uspešnosti prodajnog objekta i daleko je savršeniji u odnosu na tradicionalne metode koje se bave samo podacima o prodaji. Podaci o poseti i procentu konverzije govore o tome kako je došlo do promena u vrednosti prodaje. Npr. u slučaju kada godišnja prodaja beleži pad, možemo utvrditi da li je u pitanju pad posete prodajnom objektu, ili je manje ljudi kupilo nešto u prodavnici. 
Iako je evidencija broja posetilaca široko primjenjena u razvijenim zemljama, procenjuje se da tek 25% trgovina u svetu koristi ovu metodu.

### Planiranje radnog rasporeda
Budući da je potreba za izvesnim brojem osoblja direktno povezana sa intenzitetom posete prodajnom objektu, precizna evidencija o poseti pruža ključne pokazatelje za adekvatan radni raspored i maksimalnu produktivnost osoblja.

### Tendencija posete
Mnoge javne institucije koriste uređaje za brojanje ljudi kao sredstvo za kontrolu prodaje ulaznica. U institucijama koje nekada ne naplaćuju ulaznice, kao što je muzej, biblioteka i sl. često postoji potreba za saznanjem o broju posetilaca objektu. Tipičan primer za to kod nas je „Noć muzeja“ gde i danas možemo videti osoblje zaposleno u svrhu brojanja posetilaca.

### Merilo uspešnosti zamarketing
Mnogi marketinški stručnjaci u oblasti maloprodaje koriste broj posetilaca kao sredstvo merila uspešnosti marketinških kampanja. U većini slučajeva, vlasnici trgovinskih centara uzdaju se isključivo u iznos ukupne prodaje kao merilo uspeha marketinga, no danas je sve više zastupljen trend uključivanja tendencije posete pri ocenjivanju marketinga. Najnovija marketinška merila kao što su CPM (engl. Cost Per Thousand) ili SSF (engl. Shoppers per Square Foot) postaju sve vrednija sredstva u analizi uspeha.